# Укрија
Укрија (итал. Ucria) је насеље у Италији у округу Месина, региону Сицилија.
Према процени из 2011. у насељу је живело 940 становника. Насеље се налази на надморској висини од 734 м.

## Становништво
Према резултатима пописа становништва 2011. у општини је живело 1.105 становника.
| 1931. | 1936. | 1951. | 1961. | 1971. | 1981. | 1991. | 2001. | 2011. |
| ----- | ----- | ----- | ----- | ----- | ----- | ----- | ----- | ----- |
| 4.159 | 4.013 | 3.799 | 3.216 | 2.576 | 1.857 | 1.646 | 1.370 | 1.105 |